# Corinna Dentoni
Corinna Dentoni (* 30. Juli 1989 in Pietrasanta, Toskana) ist eine italienische Tennisspielerin.

## Karriere
Dentoni begann im Alter von sieben Jahren Tennis zu spielen. Ihr bevorzugtes Terrain ist der Sandplatz. Sie spielt hauptsächlich auf der ITF Women’s World Tennis Tour, auf der sie bereits neun Einzel- und sechs Doppeltitel gewinnen konnte.
2009 stand sie erstmals im Hauptfeld eines Grand-Slam-Turniers; sie verlor ihre Erstrundenbegegnung der French Open gegen Ágnes Szávay mit 3:6, 4:6. Auch 2011 schied sie dort in der ersten Runde aus.

## Turniersiege

### Einzel
| Nr. | Datum              | Turnier                  | Kategorie   | Belag     | Finalgegnerin        | Ergebnis      |
| --- | ------------------ | ------------------------ | ----------- | --------- | -------------------- | ------------- |
| 1.  | 17. Juli 2005      | Monteroni                | ITF $10.000 | Sand      | Verdiana Verardi     | 6:0, 5:7, 6:4 |
| 2.  | 18. September 2005 | Torre del Greco          | ITF $10.000 | Sand      | Jana Juricová        | 6:3, 6:2      |
| 3.  | 8. April 2007      | Cavtat                   | ITF $10.000 | Sand      | María Belén Corbalán | 6:2, 6:2      |
| 4.  | 23. September 2007 | Telawi                   | ITF $25.000 | Sand      | Anna Gerasimou       | 6:2, 1:6, 6:0 |
| 5.  | 19. Oktober 2014   | Santa Margherita di Pula | ITF $10.000 | Sand      | Anna Klasen          | 6:3, 6:3      |
| 6.  | 22. November 2014  | Casablanca               | ITF $10.000 | Sand      | Pia König            | 6:2, 7:5      |
| 7.  | 1. November 2015   | Santa Margherita di Pula | ITF $10.000 | Sand      | Julia Kimmelmann     | 6:2, 6:1      |
| 8.  | 21. November 2015  | Casablanca               | ITF $10.000 | Sand      | Julia Grabher        | 7:60, 6:3     |
| 9.  | 31. März 2019      | Tel Aviv                 | ITF $15.000 | Hartplatz | Emma Raducanu        | 6:4, 6:3      |

### Doppel
| Nr. | Datum             | Turnier         | Kategorie   | Belag             | Partnerin              | Finalgegnerinnen                   | Ergebnis          |
| --- | ----------------- | --------------- | ----------- | ----------------- | ---------------------- | ---------------------------------- | ----------------- |
| 1.  | 25. Juli 2008     | Petingen        | ITF $75.000 | Sand              | Anastassija Piwowarowa | Stéphanie Foretz İpek Şenoğlu      | 6:4, 6:1          |
| 2.  | 9. September 2011 | Podgorica       | ITF $25.000 | Sand              | Florencia Molinero     | Danka Kovinić Danica Krstajić      | 6:4, 5:7, [10:5]  |
| 3.  | 25. Mai 2012      | Brescia         | ITF $25.000 | Sand              | Diāna Marcinkēviča     | Tereza Mrdeža Maša Zec Peškirič    | 6:2, 6:1          |
| 4.  | 7. Februar 2015   | Glasgow         | ITF $25.000 | Hartplatz (Halle) | Claudia Giovine        | Tara Moore Conny Perrin            | 0:6, 6:1, [10:7]  |
| 5.  | 24. Oktober 2015  | Ramat haScharon | ITF $10.000 | Hartplatz         | Deniz Khazaniuk        | Sean Lodzki Ester Masuri           | 6:2, 6:0          |
| 6.  | 17. Januar 2016   | Hammamet        | ITF $10.000 | Sand              | Ilona Kremen           | Petra Januskova Angelica Moratelli | 7:62, 5:7, [10:5] |